# Muehlenbeckia astonii
Muehlenbeckia astonii is een plantensoort uit de duizendknoopfamilie (Polygonaceae). Het is een bruinachtige struik met verwarde, zigzaggende takken waaraan kleine hartvormige bladeren groeien. Deze bladeren zijn 2 tot 15 millimeter breed, met een grote deuk aan de punt. De bloemen zijn klein en hieruit groeien witte vruchten met een zwart zaadje erop.
De soort komt voor in Nieuw-Zeeland, waar hij voorkomt op zowel het Noordereiland als het Zuidereiland. Op het Noordereiland komt hij voor in het uiterste zuidoosten van het eiland en op het Zuidereiland in de regio's Marlborough en Noord-Canterbury en op het Banks-schiereiland. Hij groeit daar in kust- en laaglandgebieden, waar hij aangetroffen wordt in drogere struikgewasgemeenschappen. De struik  wordt vaak aangetroffen in combinatie met Coprosma crassifolia, Coprosma propinqua, Muehlenbeckia complexa, Discaria toumatou, Olearia solandri, Ozothamnus leptophyllus en Rubus squarrosus.

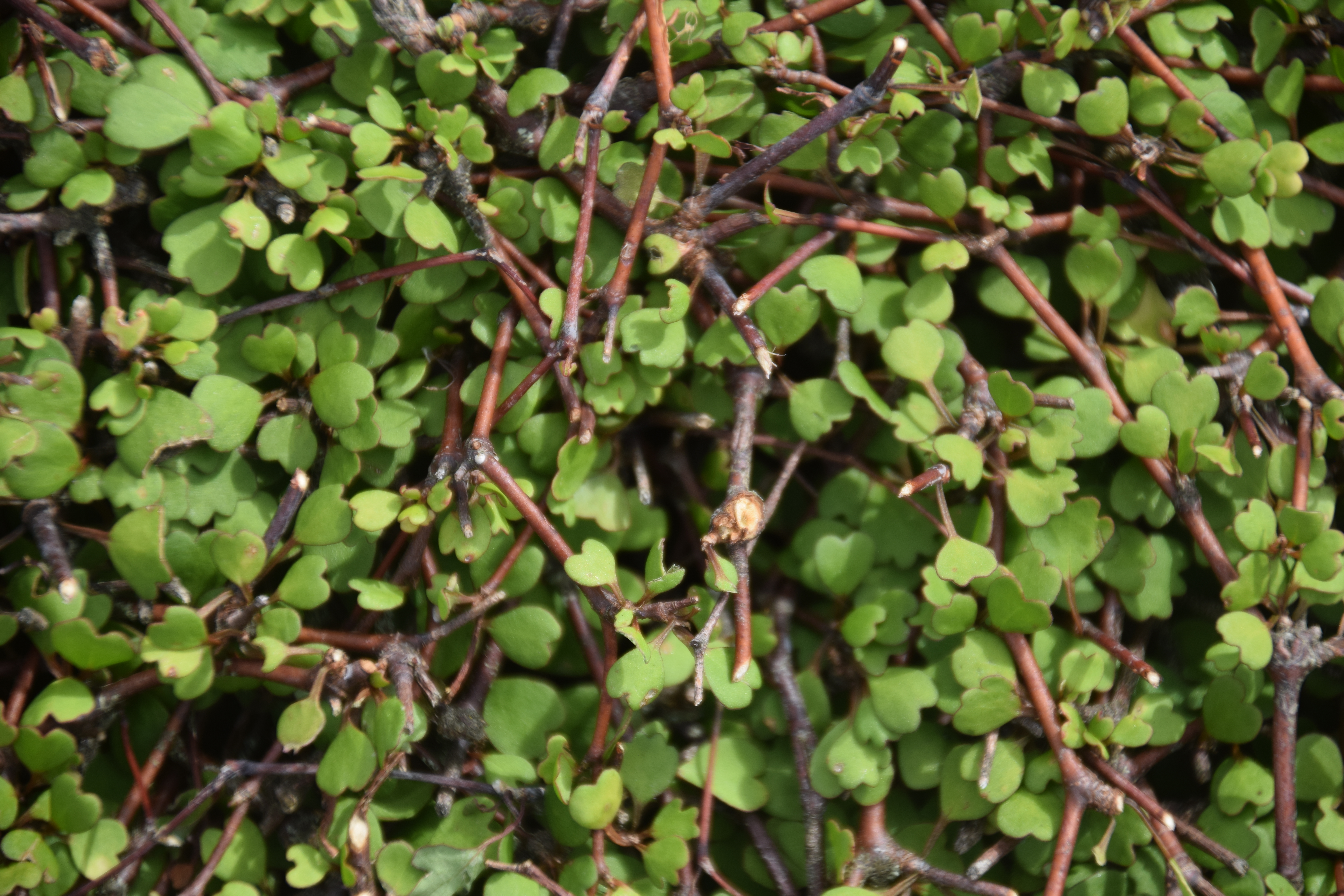
Blaadjes
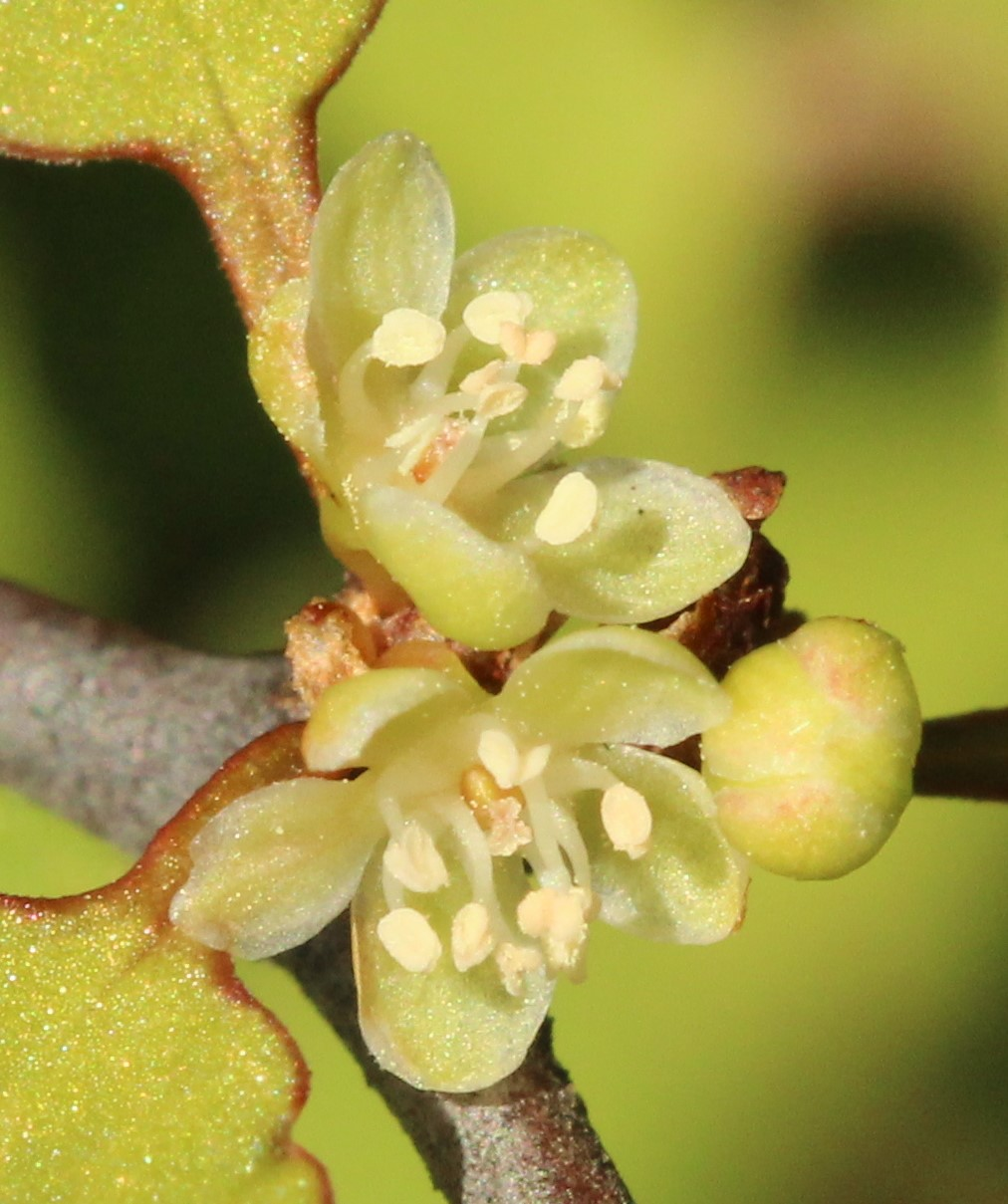
Bloem
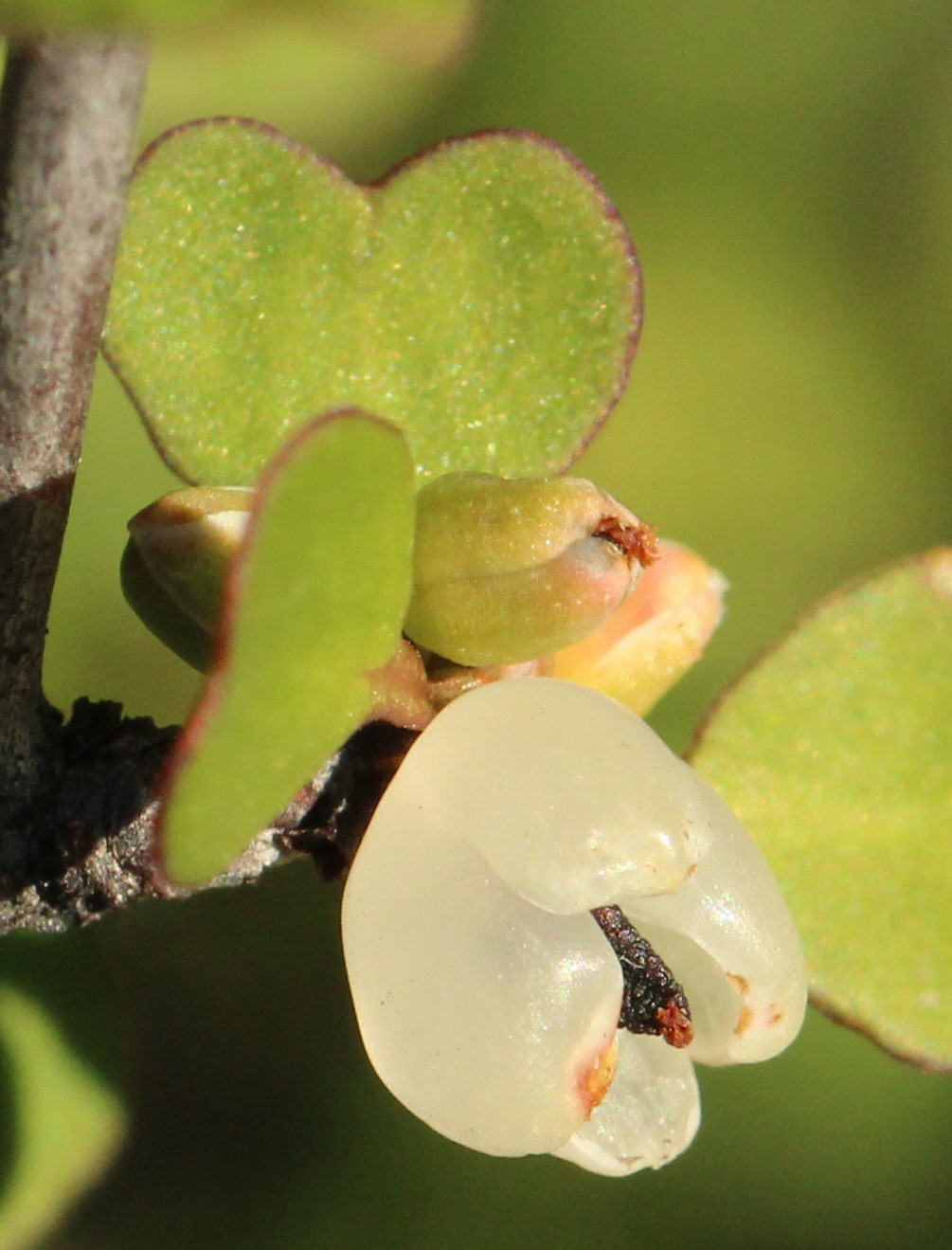
Vrucht